# See You Yesterday
See You Yesterday és una pel·lícula nord-americana de ciència-ficció estrenada el 17 de maig de l'2019 a la plataforma digital Netflix. Va ser dirigida per Stefon Bristol i amb guions escrits en col·laboració de Fredrica Bailey.
La pel·lícula està basada en un curt que el mateix director va crear l'any 2017 i que va guanyar el HBO Short Film Competition, certamen creat precisament per la competència de Netflix, HBO.

## Sinopsi
La pel·lícula segueix la història un parell d'estudiants guaianesos CJ i Sebastian, amants de la ciència i altament capacitats. Els dos adolescents, residents del barri East Flatbush de Brooklyn, Nova York, necessiten crear un projecte suficientment competitiu per a la fira de ciències que els garanteixi una beca per seguir els seus estudis. Per tal d'aconseguir el major impacte possible, intenten desenvolupar dues màquines del temps compactes per entrar dins d'una motxilla i poder fer un salt d'un dia enrere els dos junts sense modificar res important per evitar efectes nocius en la seva línia temporal original. El seu professor de ciències, encarnat per l'actor Michael J. Fox, qui va protagonitzar la saga Back to the Future, es mostra incrèdul al principi emprant una famosa cita que el mateix actor va dir en aquesta saga: «Time travel? Great Scott! ».
Per dur a terme el seu projecte, fan servir el garatge dels avis de Sebastian a manera de taller. Després del fracàs dels primers intents de fer funcionar les màquines del temps, arriba el primer èxit, tot i que arran d'una topada en la línia temporal del passat amb dos individus, van fer alterar a CJ provocant que en el pròxim salt CJ fora a buscar-los amb la intenció de fer-lis una broma que acabaria amb seguit de conseqüències imprevistes per als següents salts que farien per revertir un cas de brutalitat policial que acabaria amb la vida del seu germà, Calvin Walker, interpretat pel cantant Astro.

## Repartiment
Amb la idea de retratar el barri on el mateix director va passar la seva infància amb la major realitat possible, va triar els dos joves actors Eden i Dante, interpretant a CJ i Sebastian respectivament, per haver crescut al mateix barri i per, a més, haver-ho fet junts amb una gran relació d'amistat que va ser determinant per a seleccionar-al veure'ls en l'audició que van fer i portar aquest química a la pantalla.
- Eden Duncan-Smith, com CJ Walker
- Dante Crichlow, com Sebastian
- Astro, com Calvin Walker
- Johnathan Nieves, com Eduardo.
- Michael J. Fox, com a professor de ciències de CJ i Sebastian

## Producció

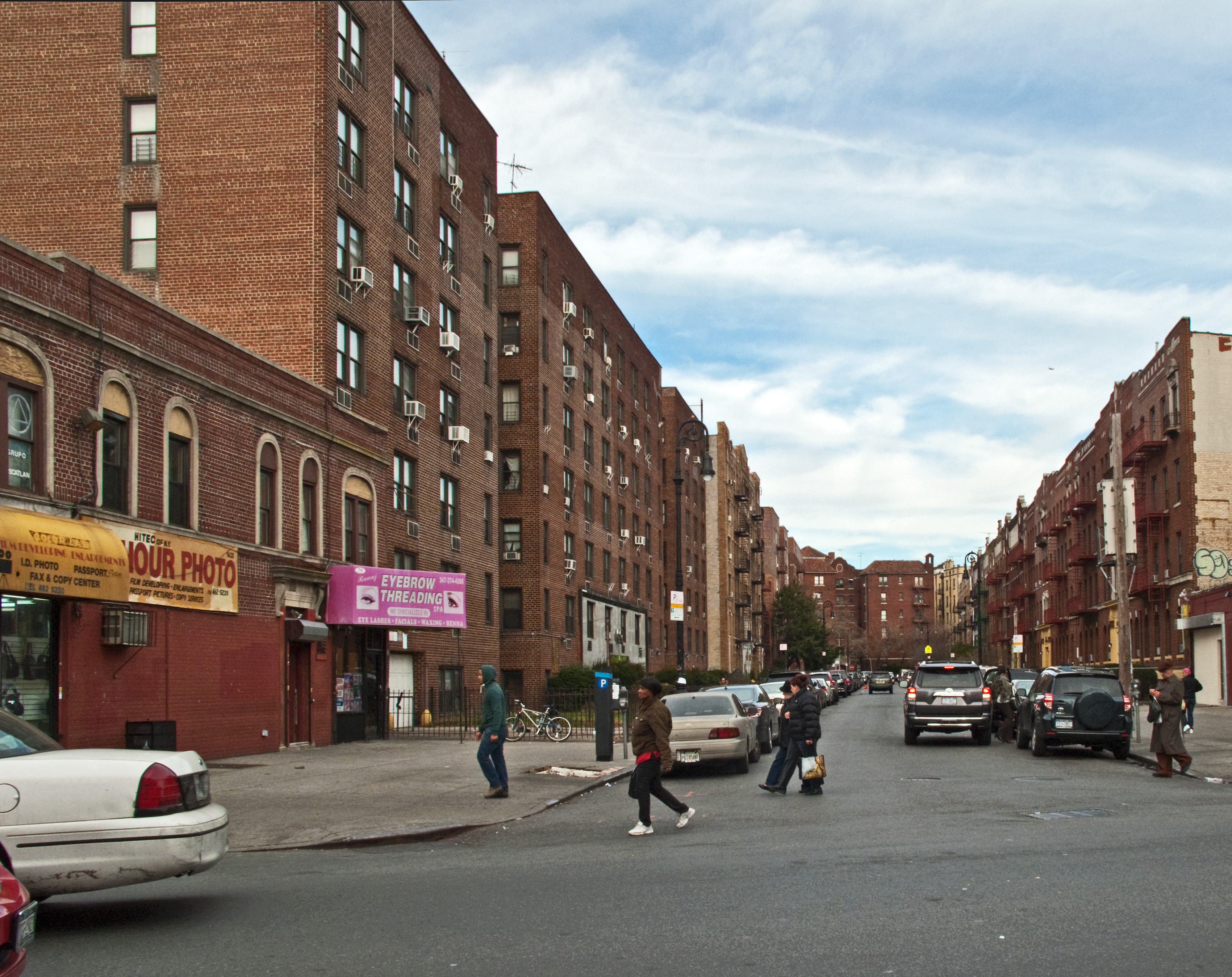
Carrers del barri d'East Flatbush, Brooklyn, on es va rodar la pel·lícula.

El nom del curt i pel·lícula fa referència a la interjecció informal anglesa "see you tomorrow", que vindria a ser "fins demà" o "ens veiem demà" en català. En el títol per això, es va decidir canviar l'adverbi de temps "tomorrow" (demà) per "yesterday" (ahir), per indicar els salts temporals, a més de ser una de les frases que diuen els protagonistes en el propi film abans de veure's amb les seves versions d'una altra línia temporal.

### Banda sonora
Aprofitant l'ascendència guyanesa dels protagonsites, la banda sonora està composta per música reggae.
- Tenor Saw: Bring The Alarm
- Olatunji Yearwood: Oh Yay!
- Buddy amb Ty Dolla Sign: Hey Up There
- New Babylon: Reggae Revolution!

### Rerefons
El director, Stefon Bristol, va voler denunciar els conflictes socials de l'època del rodatge, com els casos d'al·legació de brutalitat policial i racisme, sobretot en zones conflictives com on de relaten els fets, a més de reflectir la resposta a aquests actes amb protestes del moviment Black Lives Matter.
D'altra banda, també va voler destacar la importància d'emprar personatges del mateix barri que s'assemblessin a ell, lluny dels estereotips tal com va relatar el propi director: «No escolto hip-hop tot el temps. Mai vaig voler ser un jugador de bàsquet o un raper. Era important que els personatges tinguessin interès en la ciència ». Per la seva banda, la protagonista Eden Duncan va voler remarcar la importància de donar veu a la diversitat i del combat contra injustícies com el tracta per part d'alguns membres dels cosso policials locals: "És l'hora dels científics negres adolescents i d'una discussió real sobre la brutalitat policial."

### Localització
La pel·lícula es va rodar a Queens i Brooklyn, Nova York el 2018.